# Sokolniki (gromada w powiecie łęczyckim)
Sokolniki – dawna gromada, czyli najmniejsza jednostka podziału terytorialnego Polskiej Rzeczypospolitej Ludowej w latach 1954–1972.
Gromady, z gromadzkimi radami narodowymi (GRN) jako organami władzy najniższego stopnia na wsi, funkcjonowały od reformy reorganizującej administrację wiejską przeprowadzonej jesienią 1954 do momentu ich zniesienia z dniem 1 stycznia 1973, tym samym wypierając organizację gminną w latach 1954–1972.
Gromadę Sokolniki z siedzibą GRN w Sokolnikach utworzono – jako jedną z 8759 gromad na obszarze Polski – w powiecie łęczyckim w woj. łódzkim, na mocy uchwały nr 32/54 WRN w Łodzi z dnia 4 października 1954. W skład jednostki weszły obszary dotychczasowych gromad Celestynów, Helenów, Maszkowice, Modlna, Sokolniki, Czerchów i Miasto-Ogród-Sokolniki ze zniesionej gminy Leśmierz w tymże powiecie. Dla gromady ustalono 19 członków gromadzkiej rady narodowej.
1 stycznia 1959 do gromady Sokolniki przyłączono wieś, kolonię, parcelację i osadę Małachowice ze zniesionej gromady Śladków Górny.
Gromada przetrwała do końca 1972 roku, czyli do kolejnej reformy gminnej.